# 南三原駅
南三原駅（みなみはらえき）は、千葉県南房総市和田町松田にある、東日本旅客鉄道（JR東日本）内房線の駅である。

## 歴史
- 1921年（大正10年）6月1日：鉄道省の駅として開設[1]。
- 1971年（昭和46年）7月1日：貨物取扱廃止[2]。
- 1985年（昭和60年）3月14日：荷物扱い廃止[2]。
- 1987年（昭和62年）4月1日：国鉄分割民営化に伴い、東日本旅客鉄道（JR東日本）の駅となる[1]。
- 2003年（平成15年）1月16日：新駅舎に切替[3]。
- 2009年（平成21年）3月14日：ICカード「Suica」の利用が可能となる[4]。東京近郊区間に組込まれる[4]。

### 駅名の由来
「みなみみはらえき」などと間違えて読まれる場合があるが、正しい読み方は「みなみはらえき」である。
この駅名は、合併で南房総市となる前のさらに前身、旧安房郡和田町に合併前の「南三原村」に所在したことから付いている。その「南三原」の地名としての読みは「みなみみはら」「なみはら」「みなみはら」が混在している。

## 駅構造
相対式ホーム2面2線を有する地上駅。互いのホームは跨線橋で連絡している。
木更津統括センター（館山駅）管理のJR東日本ステーションサービスによる業務委託駅。簡易Suica改札機が設置されている。
旧駅舎は、1921年（大正10年）の開業時から利用されてきた。しかし、老朽化が目立ち始め、特に、トイレが汲取り式であったことも影響して、近隣住民からトイレだけでも改築出来ないかとの要請が和田町に多く寄せられていた。そのような中で当時の和田町はトイレの新築を行うこととし、JR側と協議に入ったが、その後トイレの新設だけで無く駅舎を新築する方針となった。2002年（平成14年）8月に工事に着手し、2003年（平成15年）2月17日竣工式を開催した。
旧駅舎は駅本屋が164.1 m2、トイレが13.1 m2であったが、新築後は37.265 m2が駅関連施設用となり、残りがトイレ、多目的ホールとなった。トイレは、多機能式トイレも設置されている。また、駅舎中央部については、和田町の地域エネルギービジョンにより太陽光発電システムを設置しており、多目的ホールなどの電力を全てこれにて賄っている。
2010年（平成22年）2月10日より外房線PRC型自動放送（路線上は内房線であるが外房線CTCの管轄）が導入された。

### のりば
| 番線 | 路線    | 方向 | 行先                 |
| ---- | ------- | ---- | -------------------- |
| 1    | ■内房線 | 上り | 館山・千葉方面       |
| 2    | ■内房線 | 下り | 和田浦・安房鴨川方面 |

（出典：JR東日本:駅構内図）
- ホームは10両編成分あるが、停止位置目標が無いため8両編成までの対応となる（11両停止位置目標はホームから外れる）。
- 蘇我駅から当駅までの営業キロは、内房線回り（木更津、館山経由）で102.2 km、外房線回り（茂原、安房鴨川経由）で106.7 kmであり、隣の和田浦駅同様、内房・外房線の外周のほぼ中間に当たる。なお、蘇我駅以遠（外房線本千葉駅、及び、京葉線千葉みなと駅方面）から当駅までは前者の内房線回りが最短距離となる。

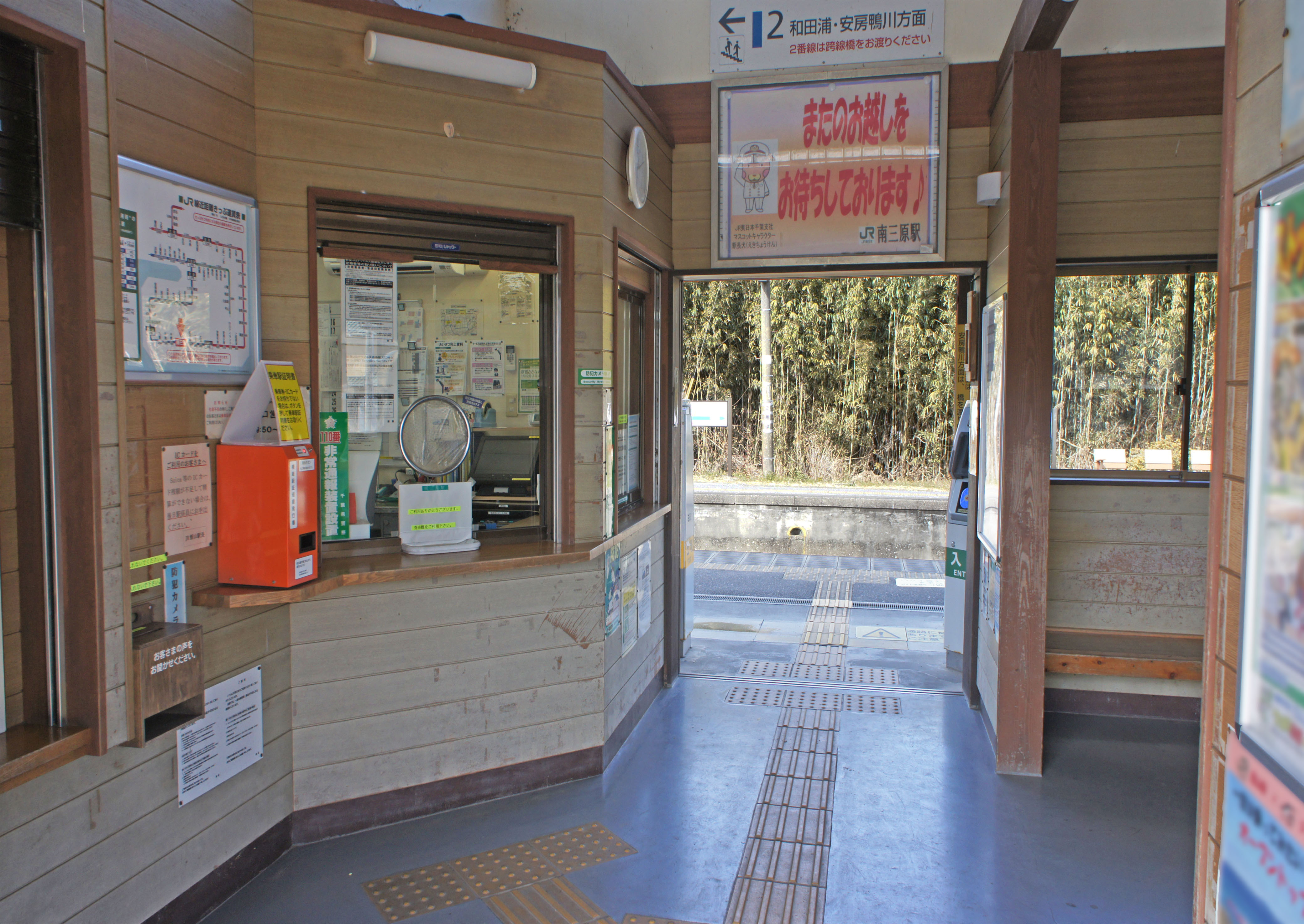
改札口（2022年2月）
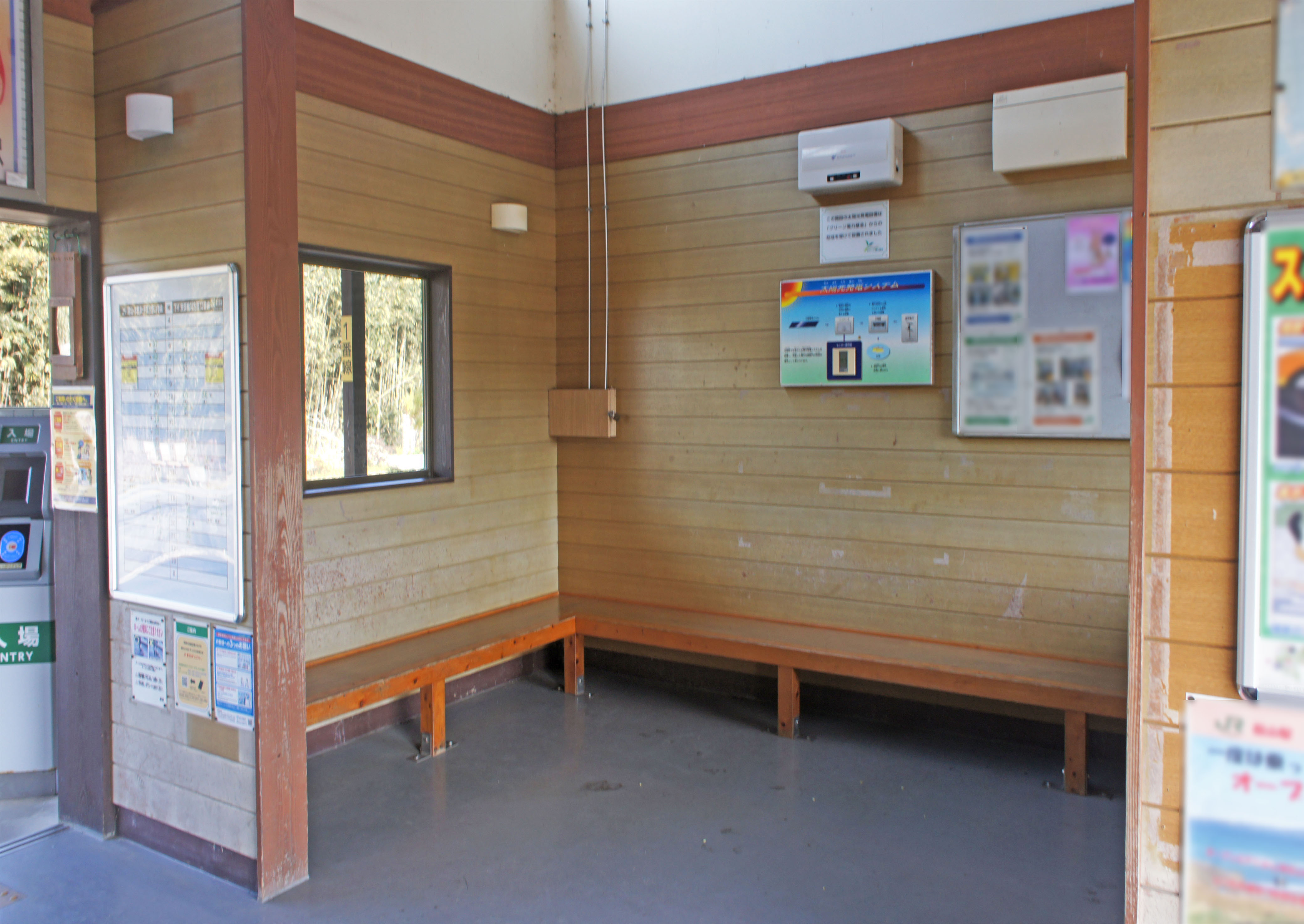
待合所（2022年2月）
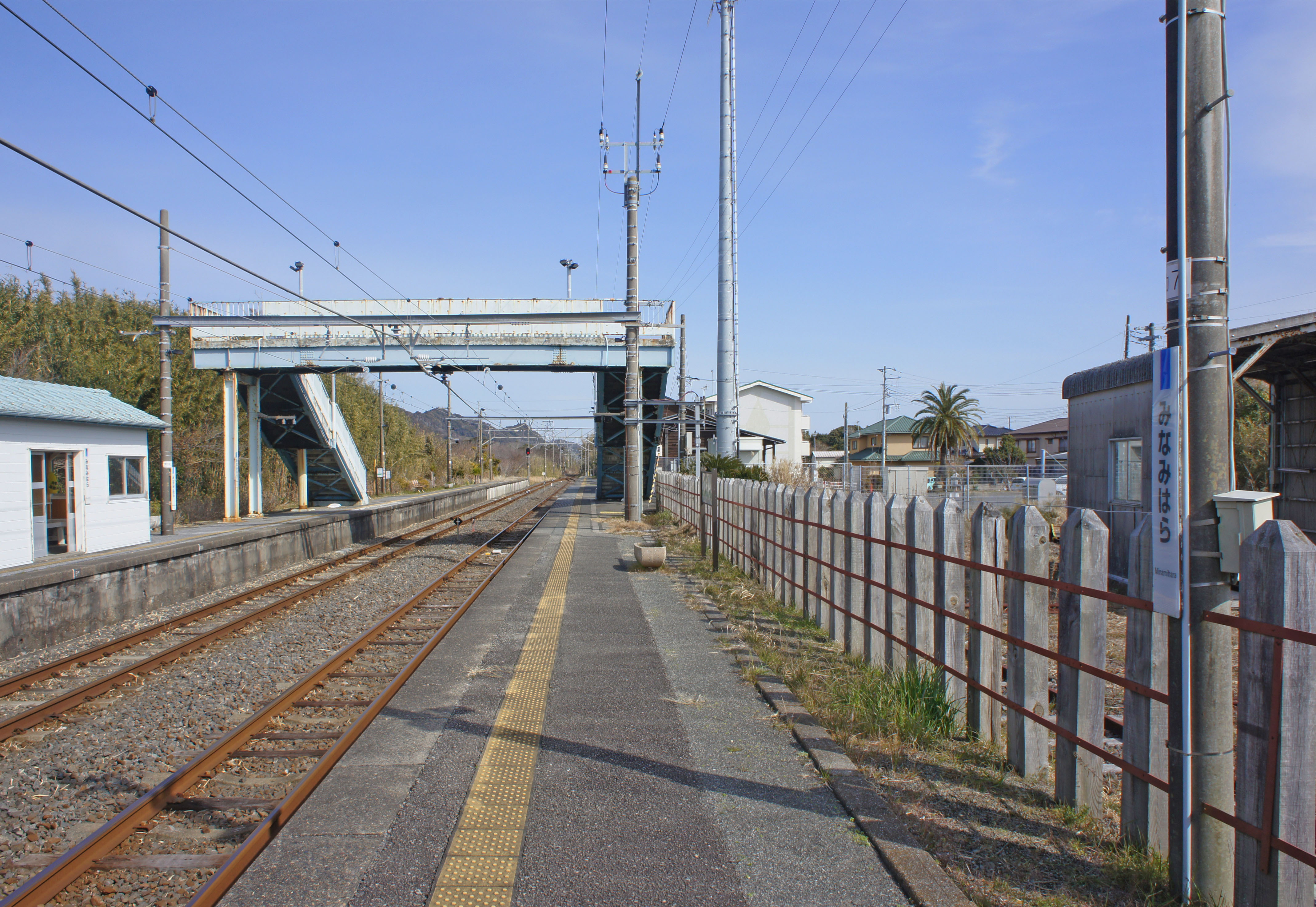
ホーム（2022年2月）

## 利用状況
2023年度（令和5年度）の1日平均乗車人員は408人である。
JR東日本および千葉県統計年鑑によると、1990年度（平成2年度）以降の1日平均乗車人員の推移は以下の通り。
| 年度               | 1日平均 乗車人員 | 出典     |
| ------------------ | ---------------- | -------- |
| 1990年（平成02年） | 1,061            | [ * 1 ]  |
| 1991年（平成03年） | 1,037            | [ * 2 ]  |
| 1992年（平成04年） | 972              | [ * 3 ]  |
| 1993年（平成05年） | 970              | [ * 4 ]  |
| 1994年（平成06年） | 914              | [ * 5 ]  |
| 1995年（平成07年） | 870              | [ * 6 ]  |
| 1996年（平成08年） | 784              | [ * 7 ]  |
| 1997年（平成09年） | 738              | [ * 8 ]  |
| 1998年（平成10年） | 719              | [ * 9 ]  |
| 1999年（平成11年） | 684              | [ * 10 ] |
| 2000年（平成12年） | 678              | [ * 11 ] |
| 2001年（平成13年） | 611              | [ * 12 ] |
| 2002年（平成14年） | 582              | [ * 13 ] |
| 2003年（平成15年） | 554              | [ * 14 ] |
| 2004年（平成16年） | 555              | [ * 15 ] |
| 2005年（平成17年） | 539              | [ * 16 ] |
| 2006年（平成18年） | 525              | [ * 17 ] |
| 2007年（平成19年） | 510              | [ * 18 ] |
| 2008年（平成20年） | 494              | [ * 19 ] |
| 2009年（平成21年） | 481              | [ * 20 ] |
| 2010年（平成22年） | 485              | [ * 21 ] |
| 2011年（平成23年） | 492              | [ * 22 ] |
| 2012年（平成24年） | 515              | [ * 23 ] |
| 2013年（平成25年） | 533              | [ * 24 ] |
| 2014年（平成26年） | 512              | [ * 25 ] |
| 2015年（平成27年） | 502              | [ * 26 ] |
| 2016年（平成28年） | 501              | [ * 27 ] |
| 2017年（平成29年） | 487              | [ * 28 ] |
| 2018年（平成30年） | 481              | [ * 29 ] |
| 2019年（令和元年） | 453              |          |
| 2020年（令和02年） | 356              |          |
| 2021年（令和03年） | 394              |          |
| 2022年（令和04年） | 399              |          |
| 2023年（令和05年） | 408              |          |

## 駅周辺

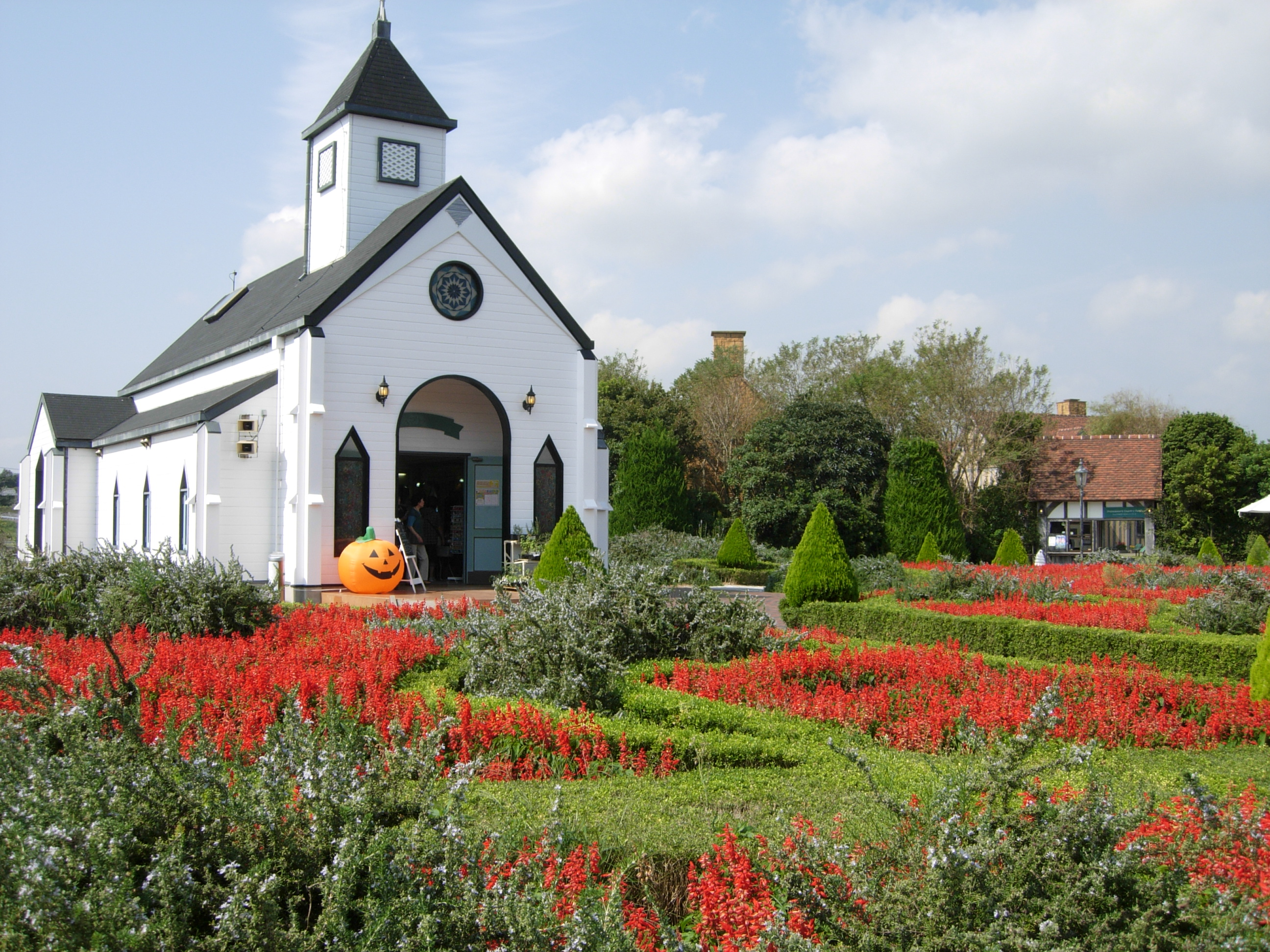
道の駅ローズマリー公園

駅前は国道128号に面しており、国道沿いや千葉県道297号和田丸山線沿いには中小商店などが点在する。駅入口と反対側は田園地帯が広がる。
- 国道128号
- 国道410号
- いちご農園（いちごLABO）
- 千葉県道297号和田丸山線
- 南房総市役所丸山支所（旧・丸山町役場）
- 千葉県立安房拓心高等学校
- 道の駅ローズマリー公園（徒歩約25分）
- おどやスーパー&ホーム丸山店
- 丸山郵便局（2022年に西に約800mの南房総市加茂2695-3に移転[6]）
- 南三原郵便局

## バス路線
南三原駅前
- 日東交通
  - 館山線：館山駅行 / 亀田病院行

南三原駅
- 南房総市営バス
  - 北三原線：上三原行

## 隣の駅
東日本旅客鉄道（JR東日本）
■内房線
千歳駅 - 南三原駅 - 和田浦駅

### 記事本文
1. 1 2 3  曽根悟（監修） 著、朝日新聞出版分冊百科編集部 編『週刊 歴史でめぐる鉄道全路線 国鉄・JR』 31号 内房線・外房線・久留里線、朝日新聞出版〈週刊朝日百科〉、2010年2月21日、14-15頁。
2. 1 2  石野哲（編）『停車場変遷大事典 国鉄・JR編 Ⅱ』JTB、1998年、620頁。ISBN 978-4-533-02980-6。
3. 1 2 3 4 5  鉄道建築ニュース、2003年6月号、内房線南三原駅合築、pp42-43
4. 1 2  『Suicaをご利用いただけるエリアが広がります。』（PDF）（プレスリリース）東日本旅客鉄道、2008年12月22日。オリジナルの2019年5月3日時点におけるアーカイブ。2019年7月30日閲覧。
5. ↑  浅井建爾『駅名・地名 不一致の事典』東京堂出版、2016年8月30日、64頁。ISBN 978-4490108804。
6. ↑  日本郵便における「＋エコ郵便局」の取り組み～千葉県 丸山郵便局で CLT を活用した局舎を建設～ 日本郵政、2022年4月17日閲覧。

### 利用状況
1. ↑  千葉県統計年鑑 - 千葉県
2. ↑  南房総市統計書「データで見る南房総」 - 南房総市

JR東日本の2000年度以降の乗車人員
1. 1 2  各駅の乗車人員（2023年度） - JR東日本
2. ↑  各駅の乗車人員（2000年度） - JR東日本
3. ↑  各駅の乗車人員（2001年度） - JR東日本
4. ↑  各駅の乗車人員（2002年度） - JR東日本
5. ↑  各駅の乗車人員（2003年度） - JR東日本
6. ↑  各駅の乗車人員（2004年度） - JR東日本
7. ↑  各駅の乗車人員（2005年度） - JR東日本
8. ↑  各駅の乗車人員（2006年度） - JR東日本
9. ↑  各駅の乗車人員（2007年度） - JR東日本
10. ↑  各駅の乗車人員（2008年度） - JR東日本
11. ↑  各駅の乗車人員（2009年度） - JR東日本
12. ↑  各駅の乗車人員（2010年度） - JR東日本
13. ↑  各駅の乗車人員（2011年度） - JR東日本
14. ↑  各駅の乗車人員（2012年度） - JR東日本
15. ↑  各駅の乗車人員（2013年度） - JR東日本
16. ↑  各駅の乗車人員（2014年度） - JR東日本
17. ↑  各駅の乗車人員（2015年度） - JR東日本
18. ↑  各駅の乗車人員（2016年度） - JR東日本
19. ↑  各駅の乗車人員（2017年度） - JR東日本
20. ↑  各駅の乗車人員（2018年度） - JR東日本
21. ↑  各駅の乗車人員（2019年度） - JR東日本
22. ↑  各駅の乗車人員（2020年度） - JR東日本
23. ↑  各駅の乗車人員（2021年度） - JR東日本
24. ↑  各駅の乗車人員（2022年度） - JR東日本

千葉県統計年鑑
1. ↑  千葉県統計年鑑（平成3年）
2. ↑  千葉県統計年鑑（平成4年）
3. ↑  千葉県統計年鑑（平成5年）
4. ↑  千葉県統計年鑑（平成6年）
5. ↑  千葉県統計年鑑（平成7年）
6. ↑  千葉県統計年鑑（平成8年）
7. ↑  千葉県統計年鑑（平成9年）
8. ↑  千葉県統計年鑑（平成10年）
9. ↑  千葉県統計年鑑（平成11年）
10. ↑  千葉県統計年鑑（平成12年）
11. ↑  千葉県統計年鑑（平成13年）
12. ↑  千葉県統計年鑑（平成14年）
13. ↑  千葉県統計年鑑（平成15年）
14. ↑  千葉県統計年鑑（平成16年）
15. ↑  千葉県統計年鑑（平成17年）
16. ↑  千葉県統計年鑑（平成18年）
17. ↑  千葉県統計年鑑（平成19年）
18. ↑  千葉県統計年鑑（平成20年）
19. ↑  千葉県統計年鑑（平成21年）
20. ↑  千葉県統計年鑑（平成22年）
21. ↑  千葉県統計年鑑（平成23年）
22. ↑  千葉県統計年鑑（平成24年）
23. ↑  千葉県統計年鑑（平成25年）
24. ↑  千葉県統計年鑑（平成26年）
25. ↑  千葉県統計年鑑（平成27年）
26. ↑  千葉県統計年鑑（平成28年）
27. ↑  千葉県統計年鑑（平成29年）
28. ↑  千葉県統計年鑑（平成30年）
29. ↑  千葉県統計年鑑（令和元年）